# Rainivoninahitriniony

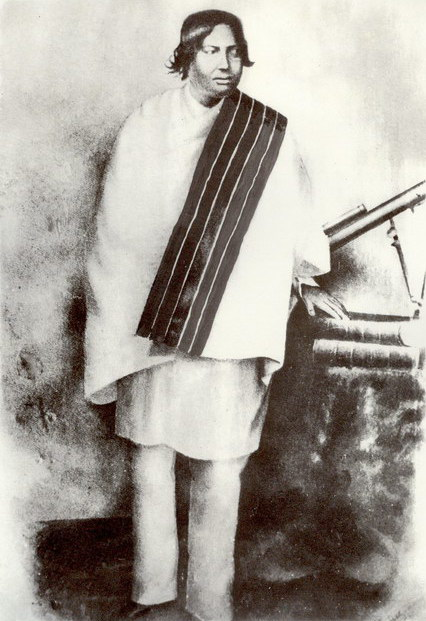
Rainivoninahitriniony

Rainivoninahitriniony (* 1821; † 1869 in Ambohimandroso) war Premierminister des Königreichs Madagaskar von 1852 bis 1864.
Er war der Sohn von Rainiharo und Halbbruder von Rainilaiarivony und diente der Königin Ranavalona I., König Radama II. und Königin Rasoherina als Regierungschef. Mit Letzterer war er außerdem verheiratet. Raharo, wie er normalerweise genannt wurde, setzte die Vorherrschaft der Merina über die anderen Völker Madagaskars militärisch durch. Unter Ranavalona I. setzte er die antichristliche und antieuropäische Politik der Herrscherin um. Als diese starb, unterstützte er offiziell den neuen König in seiner modernistischen Politik. In Wirklichkeit war er ein Parteigänger der Alt-Hova-Partei, welche keine Reformen wünschte. Eine aktive Rolle bei der Ermordung von Radama II. ist wahrscheinlich, aber nicht bewiesen. Die neue Herrscherin Rasoherina, Witwe von Radama II., heiratete zwar bald den unpopulären Raharo. Doch bereits im Juli 1864 wurde er abgesetzt (sowohl als Premierminister wie als Ehemann) und musste (in beiden Fällen) seinem jüngeren Halbbruder Rainilaiarivony Platz machen. Der ehrgeizige Mann versuchte die neue Königin mit einem Komplott zu beseitigen, was aber nicht gelang. Er lebte in Antsirabe im Exil. Als die Königin schwer krank im Sterben lag, versuchte er 1868 mit Parteigängern zu verhindern, dass an ihrer Stelle wiederum eine Frau Staatsoberhaupt wurde. Doch die Revolte, welche Prinz Rasata an die Macht bringen sollte, misslang. Der ehemalige Regierungschef musste wegen der Verschwörung ins Exil nach Ambohimandroso und starb dort kurze Zeit später.
| Personendaten    | Personendaten                                          |
| ---------------- | ------------------------------------------------------ |
| NAME             | Rainivoninahitriniony                                  |
| ALTERNATIVNAMEN  | Raharo                                                 |
| KURZBESCHREIBUNG | Premierminister des Königreichs Madagaskar (1852–1864) |
| GEBURTSDATUM     | 1821                                                   |
| STERBEDATUM      | 1869                                                   |
| STERBEORT        | Ambohimandroso                                         |